# Маренго (Огайо)
Маренго (англ. Marengo) — селище (англ. village) в США, в окрузі Морроу штату Огайо. Населення — 283 особи (2020).

## Географія
Маренго розташоване за координатами 40°24′3″ пн. ш. 82°48′40″ зх. д. / 40.40083° пн. ш. 82.81111° зх. д. (40.400820, -82.810994).  За даними Бюро перепису населення США в 2010 році селище мало площу 0,44 км², уся площа — суходіл.

## Демографія
Згідно з переписом 2010 року, у селищі мешкали 342 особи в 133 домогосподарствах у складі 92 родин. Густота населення становила 784 особи/км².  Було 148 помешкань (339/км²).
Расовий склад населення:
| - 95,3 % — білих - 1,2 % — осіб інших рас |

До двох чи більше рас належало 3,5 %. Частка іспаномовних становила 1,5 % від усіх жителів.
За віковим діапазоном населення розподілялося таким чином: 31,0 % — особи молодші 18 років, 58,5 % — особи у віці 18—64 років, 10,5 % — особи у віці 65 років та старші. Медіана віку мешканця становила 31,8 року. На 100 осіб жіночої статі у селищі припадало 92,1 чоловіків;  на 100 жінок у віці від 18 років та старших — 93,4 чоловіків також старших 18 років.
Середній дохід на одне домашнє господарство  становив 49 682 долари США (медіана — 33 750), а середній дохід на одну сім'ю — 59 741 долар (медіана — 44 167). Медіана доходів становила 31 771 долар для чоловіків та 38 182 долари для жінок. За межею бідності перебувало 20,3 % осіб, у тому числі 29,4 % дітей у віці до 18 років та 3,3 % осіб у віці 65 років та старших.
Цивільне працевлаштоване населення становило 151 осіб. Основні галузі зайнятості: роздрібна торгівля — 19,2 %, науковці, спеціалісти, менеджери — 19,2 %, виробництво — 17,2 %.